# Веб-портал
Веб-портал (енгл. web portal) је место на интернету које чини више различитих информационих целина или апликација. За разлику од специјализованих, тематски једноставних сајтова, веб-портали пружају посетиоцима мноштво корисних информација из различитих извора.
Веб-портали могу садржати делове као што су: претрага сајтова, сервис е-поште, вести, пословне информације (курсна листа, берза) и разне друге могућности. Многе компанијске апликације могу бити доступне корисницима путем регулисаног права приступа. 
Портали често пружају могућност да регистровани корисници могу да утичу на изглед и садржину свог дела портала. То су такозвани персонализовани - кориснички портали. Корисници могу издвојити само оне врсте информација које су њима занимљиве.
Веб-портали најчешће садрже мноштво линкова ка целовитим информацијама. Овакви линкови су класификовани по тематици – категоријама. Део информација је издвојен од стране уредника портала као битна информација. Портали пружају мноштво сервиса којима могу приступити корисници, а неки од сервиса и информација могу преузети други портали и сајтови.

## Зашто веб-портали
Корисници често имају потребу да прегледају различите информације на једном месту.
Стални корисници интернета имају своје омиљене локације путем којих се информишу или приступају корисним информацијама.
Корисници често могу персонализовати изглед и врсту приказаних информација. Све те могућности најлакше се постижу употребом веб-портала.
Предности портала су:
- интелигентна интеграција и приступ садржајима, апликацијама и разним информацијама
- побољшана комуникација и сарадња корисника и сарадника
- обједињен, тренутни приступ информацијама из различитих извора
- брза, једноставна измена и одржавање садржаја

## Развој корисничких портала
Средином 90-их година 20. века са развојем интернета, већом заступљеношћу личних рачунара и могућношћу коришћења веб-прегледача повећан је и број сајтова на интернету.
Многе компаније су осетиле потребу за прављењем или куповином веб-портала.
Они најпознатији су почели као веб-именици са каталогизацијом сајтова или датотека за преузимање, као и машинама за претрагу садржаја на интернету. Могућност безбедног пријављивања на систем пружио је могућности увођења услуга као што је услуга давања бесплатног имејл налога, четовања, персонализације стране, чак и игре.
Портали су на овај начин настојали привући што више корисника, као и задржати што дуже њихово присуство на сајту. Интерес је био у промовисању компанијских производа и услуга.
У овоме су предњачили даваоци интернет услуга и прикључака. Портали су постајали интересантни и као простор за оглашавање.
Многи од портала који су тада били популарни више не постоје, али они најпознатији и сада имају важну улогу.

## Врсте веб-портала

### Регионални веб-портали
Поред развоја интернационалних веб-портала, развијали су се и регионалне верзије веб-портала. Могу бити део великих система или потпуно независни портали. Они носе информације од значаја за неки регион, као што су сервисне информације, временска прогноза и сл.

### Државни веб-портали
Крајем деведесетих многе државе су одлучиле да узму учешће на глобалној мрежи. Неке од њих су формирале портале са приступом многим сервисним информацијама. На западу су популарни портали који имају информације везане за е-комерц. Друге земље имају портале који нуде информације о животу у тој земљи, разним програмима за почетак живљења у тој земљи, са информацијама о некретнинама, хотелима, транзиту, могућности запошљавања и др.

### Корпоративни веб-портали
Као и остали веб-портали и ова врста је настала у 90-им годинама прошлог века. Многе су фирме увиделе и прихватиле овакав, нови, начин пословања. Корисницима није био довољан прост начин прегледа информација већ су од оваквих портала добили могућност персонализације. Информатичарима су на услузи биле нове врсте сервиса којима су лакше баратали са информацијама и апликацијама са сајта неке фирме. Данашњи корпоративни портали дозвољавају интеракцију и сарадњу са корисницима, радним групама и допуштају нови начин приступу и постављању информација.

### Домаћини-носитељи веб-портала ()
Како је расла популарност веб-портала многе фирме су почеле давати услуге носитеља веб-портала. Оне су служиле као једноставни сервиси за постављање портала. Најраније фирме такве врсте више не постоје. Носитељи веб-портала су добијали на значају увођењем додатних услуга, као што је база података, управљање документима, мејл сервис, форуми и остало. Имали су и могућност аутоматизоване персонализације на основу искустава њихових корисника.

### Специјализовани портали ()
Многи портали су се почели бавити одређеном врстом делатности. Тако су настали портали везани за некретнине, спорт, забаву. Могло би се рећи да су овакви портали најзаступљенији
на садашњем вебу. Они нуде олакшан приступ информацијама из одређених области.

## Мултисајт портали
Мултисајт портали су веб-портали састављени од неколико различитих веб сајтова или веб-портала који се налазе на засебним поддоменима заједничког домена и заједно чине функционалну целину. Развој мултисајт портала су омогућили модерни системи за управљање садржајем kao што су Друпал, Вордпрес и Магма ЦМС.

## Сервиси на веб-порталу
Многи веб-стандарди помогли су развој веб-портала, али су управо ови сервиси и доживели популарност на веб-порталима. Појава XML (икс-ем-ел) технологије омогућила је стандардизацију
размене садржаја између веб-портала и пословних апликација, али и размену података међусобно међу порталима, тако и лакши кориснички приступ информацијама. На основи XML-а развио се RSS (скраћеница од RDF Site Summary, познатији као Really Simple Syndication – стварно једноставне вести) сервис који је нудио стандардизацију и лакши приступ новим информацијама са веб-портала. Сада је било лако прегледавати нове информације са неког портала и аутоматски их објавити на сопственом порталу.
Што се тиче персонализације података нови сервис који је омогућио лакше и брже баратање блоковима информација јесте AJAX (asynchronous JavaScript and XML). Ова технологија заснована на џава скрипту има задатак да веб-прегледач комуницира са сервером независно од учитавања странице. Могуће је слати више захтева према серверу и примати информације назад у реалном времену. Ово је омогућило лакшу персонализацију страница на веб-порталу, као и бржи приступ већим блоковима информација.